# Yên Phong (huyện)
Yên Phong là một huyện nằm ở phía tây bắc tỉnh Bắc Ninh, Việt Nam.

## Địa lý
Huyện Yên Phong nằm ở phía tây của tỉnh Bắc Ninh, huyện lỵ của huyện là thị trấn Chờ, nằm cách thành phố Bắc Ninh khoảng 15 km về phía tây, cách trung tâm thủ đô Hà Nội khoảng 29 km về phía tây nam, có vị trí địa lý: 
- Phía đông giáp thành phố Bắc Ninh và thị xã Việt Yên, tỉnh Bắc Giang
- Phía tây giáp huyện Đông Anh và huyện Sóc Sơn thuộc thành phố Hà Nội
- Phía nam giáp thành phố Từ Sơn và huyện Tiên Du
- Phía bắc giáp huyện Hiệp Hòa, tỉnh Bắc Giang.

Theo thống kê năm 2022, huyện Yên Phong có diện tích 96,93 km², dân số là  211.048 người, mật độ dân số đạt 2.177 người/km².

## Hành chính
Huyện Yên Phong có 14 đơn vị hành chính cấp xã trực thuộc, bao gồm thị trấn Chờ (huyện lỵ) và 13 xã: Dũng Liệt, Đông Phong, Đông Thọ, Đông Tiến, Hòa Tiến, Long Châu, Tam Đa, Tam Giang, Thụy Hòa, Trung Nghĩa, Văn Môn, Yên Phụ, Yên Trung.

## Lịch sử
Năm 1076, Nhà Lý cho xây dựng đại bản doanh và doanh trại tại xã Yên Phụ và phòng tuyến sông Như Nguyệt ở bờ Nam sông Như Nguyệt, tức sông Cầu ngày nay, trên địa bàn các xã Tam Giang, Đông Tiến, Yên Trung, Dũng Liệt, Tam Đa, Vạn An, Hòa Long. Nay vẫn còn nhiều di tích của phòng tuyến này được xếp hạng di tích lịch sử quốc gia.
Năm 1077, quân Tống sang xâm lược Đại Việt bị chặn đứng và sau đó bị đánh bại tại đây.
Huyện Yên Phong có 52 xã. Theo bản đồ Hồng Đức (cuối thế kỷ XV), huyện có 53 xã. Đầu đời Nguyễn (đầu Thế kỷ XIX), huyện có 6 tổng với 71 xã, thôn, phường, trang, vạn:
1- Tổng Hương La có 10 xã, thôn, phường: Hương La, Như Nguyệt, Bằng Lâm, Xuân Lôi, thôn Thượng thuộc Yên Phụ, thôn Hậu thuộc Yên Phụ, Đào Xá, Yên vĩ, Yên Tân, phường Thủy cơ Hương La.
2- Tổng Nội trà có 11 xã, thôn: Tiên Trà, thôn Phú Mẫn thuộc xã Nội Trà, thôn Trung Bạn thuộc xã Nội Trà,  thôn Ngô Xá thuộc xã Nội Trà, thôn Nghiêm Xá thuộc xã Nội Trà, Ngân Cầu, Trác Bút, Vong Nguyệt, thôn Nguyệt Cầu thuộc xx Vọng Nguyệt, Đông Xuyên, Đông Lâu.
3- Tổng Dũng Liệt có 12 xã, thôn: thôn Chính Trung thuộc xã dũng Liệt, thôn Dinh Thượng thuộc xã Dũng Liệt, thôn Lương Tân thuộc xã Dũng Liệt, thôn Xuân Hoạch thuộc xã Dũng Liệt (phiêu tán năm 1807, phục hồi năm 1808), Yên Lãng, Hộ Trung, Chân Hộ, Phù Yên, Trần Xá, Phù Cầm, Lương Cầm, thôn Vọng Đông thuộc xã Dũng Liệt.
4- Tổng Mẫn Xá có 12 xã thôn: thôn Mẫn Xá thuộc xã Mẫn Xá, Mẫn Xá (gồm 2 thôn Đại Chu và Chi Long), thôn Ngô Xá thuộc xã Mẫn Xá, Tiên Sơn, Đông Yên, Tam Tảo, Giới Tế, Vĩnh Phục, Tiêu Sơn Thượng, Hồi Quan, Đông Phù, Ân Phú.
5- Tổng Nguyễn Xá có 10 xã, vạn: Nguyễn Xá (năm 1807 phiêu bạt, năm 1808 phục hồi), Lạc Nhuế, Đông Cảo (năm 1836 đổi là Đông Tảo), Đông Xá, Bằng Lục, Diêm Xuyên, Phấn Động, Đại Lâm, Thụ Triền, vạn Đài Bàng.
6- Tổng Châm Khê có 16 xã, thôn, sở, vạn: Châm Khê, Ngô Khê, Khúc Toại, Đặng Xá, Quả Cảm, Đẩu Hàn, Xuân Ái, Hữu Đào, Viêm Xá, Yên Xá, thôn Hạ Đông thuộc sở Đại Cảo, Vạn Phúc, thôn Trung Đông thuộc sở Đại Cảo, thôn Thượng Đồng thuộc sở Đại Cảo, trang Vi Hồng, vạn Yên Ninh.
Thời Tự Đức (1848 – 1883) huyện có 6 tổng với 69 xã, thôn, trang, vạn và có một số địa danh được đổi tên: năm 1852, Nguyễn Xá đổi là Phong Xá; năm 1843, Thụ Triền đổi là Thọ Đức; năm 1836, Đại Cảo đổi là Đại Tảo, Bằng Lâm đổi là Thư Lâm, Xuân Lôi đổi là Thụy Lôi, Đào Xá đổi là Đào Thục. Hữu Đào đổi là Hữu Chấp, Vi Hồng đổi là Xuân Viên, Năm 1886, trong sách "Đồng Khánh địa dư chí" cũng thấy ghi có 69 xã, thôn, trang sở (không thấy chép phường Thủy cơ Hương La, Hạ Đồng và Trung Đồng). Đầu Thế kỷ XX, tổng Châm Khê được cắt về huyện Võ Giàng, tổng Mãn Xá được thành lập thành 2 tổng riêng, gọi là tổng Ân Phú và tổng Phong Quang.
Trước Cách mạng tháng Tám năm 1945, tổng Châm Khê lại được trả về cho huyện Yên Phong. Như vậy, ở thời kỳ này (đầu Thế kỷ XX), huyện Yên Phong có các tổng: Phương La (tên cũ là Hương La- có 10 xã, thôn, phường), tổng Nội Trà (có 11 xã), tổng Dũng Liệt (có 12 xã, thôn), tổng Mẫn Xá (có 12 xã, thôn), tổng Nguyễn Xá (có 10 xã, vạn), tổng Châm Khê (có 16 xã, thôn, sở, trang, vạn).
Trước Cách mạng tháng Tám năm 1945, các đơn vị hành chính trực thuộc huyện có hai cấp: Cấp tổng và cấp xã. Đây là các đơn vị hành chính huyện Yên Phong thời kì Gia Long (1802-1818) gồm 6 tổng, 71 xã, thôn, phường, trang, vạn, sở.
Từ tháng 8 năm 1945, dưới chính thể Việt Nam dân chủ cộng hòa, tiếp đó từ 1976, dưới chính thể Cộng hòa xã hội chủ nghĩa Việt Nam, đơn vị hành chính trung gian là cấp tổng đã được bãi bỏ, dưới thôn không còn là trang, vạn, sở. Huyện Yên Phong khi đó gồm có 30 xã: Đại Lâm, Đại Mẫn, Đông Lân, Đông Sơn, Đông Thái, Đông Thọ, Đông Từ, Đông Xuyên, Đông Yên, Hàm Sơn, Hiệp Hòa, Hòa Long, Hợp Tiến, Khúc Xuyên, Lạc Bằng, Long Xá, Mộ Thượng, Ngô Nội, Ngũ Phúc, Phấn Động, Phong Khê, Phong Xá, Phú Lâm, Phù Lương, Thọ Đức, Thiểm Xuyên, Tương Giang, Vạn An, Văn Môn, Yên Diên.
Năm 1947, các xã Phấn Động, Đại Lâm, Thọ Đức hợp nhất thành xã Tam Đa. Tháng 3 năm 1947 hợp nhất 2 xã Phù Lương và Mộ Thượng thành xã Dũng Liệt.
Năm 1948, hợp nhất với xã Yên Diên và xã Hợp Tiến thành xã Hòa Bình.
Tháng 6 năm 1948, hợp nhất 2 xã Ngũ Phúc và Hiệp Hòa thành xã Phúc Hòa.
Tháng 8 tháng 1948, xã Đông Phong được thành lập trên cơ sở hợp nhất 2 xã Đông Yên và Phong Xá thành xã Đông Phong và hợp nhất 2 xã Đại Mẫn và Long Xá thành xã Long Châu.
Tháng 9 năm 1948, hợp nhất 3 xã Đông Lân, Đông Thái, Đông Xuyên thành xã Đông Tiến; hợp nhất 3 xã Thiểm Xuyên, Lạc Bằng, Đông Sơn thành xã Thụy Hòa; xã Tam Giang chính thức được thành lập; xã Trung Nghĩa chính thức được thành lập trên cơ sở hợp nhất của hai xã Đông Từ và xã Ngô Nội.
Năm 1949, Văn Môn hợp nhất với Đông Thọ thành lập xã Đông Môn.
Năm 1954, 2 xã Văn Môn và Đông Thọ được tách ra thành đơn vị hành chính độc lập, Đông Thọ trở về với tên cũ và Văn Môn trở về với tên gọi cũ.
Tháng 10 năm 1956, xã Hòa Tiến được thành lập tách ra từ xã Yên Phụ lấy tên là xã Hòa Tiến.
Ngày 27 tháng 10 năm 1962, hai tỉnh Bắc Ninh và Bắc Giang hợp nhất thành tỉnh Hà Bắc, huyện Yên Phong trực thuộc tỉnh Hà Bắc.
Năm 1963, một số hộ dân ở huyện Lý Nhân (Hà Nam) lên khai hoang lập ấp ở địa phương lập ra thôn Đức Lý. Năm 1964, thôn Đức Lý thuộc xã Tam Đa. Năm 1963, chuyển 2 xã Phú Lâm, Tương Giang về huyện Tiên Sơn quản lý (nay xã Phú Lâm thuộc Tiên Du và Tương Giang thuộc Từ Sơn); cùng năm này 2 xã Văn Môn và Đông Thọ chuyển trở lại từ huyện Từ Sơn (nay là Thành phố Từ Sơn) về huyện Yên Phong quản lý.
Năm 1971, đổi tên Hòa Bình thành xã Yên Phụ; xã Phúc Hòa đổi tên thành xã Yên Trung.
Từ đó, huyện Yên Phong có 18 xã: Đông Phong, Đông Thọ, Đông Tiến, Dũng Liệt, Hàm Sơn, Hòa Long, Hòa Tiến, Khúc Xuyên, Long Châu, Phong Khê, Tam Đa, Tam Giang, Thụy Hòa, Trung Nghĩa, Vạn An, Văn Môn, Yên Phụ, Yên Trung.
Ngày 6 tháng 11 năm 1996, tỉnh Bắc Ninh được tái lập từ tỉnh Hà Bắc, huyện Yên Phong trở lại thuộc tỉnh Bắc Ninh.
Ngày 9 tháng 1 năm 1998, Nghị định 89 của Thủ tướng Chính phủ thành lập thị trấn Chờ - thị trấn huyện lỵ Yên Phong, trên cơ sở toàn bộ xã Hàm Sơn.
Ngày 9 tháng 4 năm 2007, các xã Hòa Long, Vạn An, Khúc Xuyên, Phong Khê của huyện Yên Phong sáp nhập vào thành phố Bắc Ninh. Huyện Yên Phong còn lại 1 thị trấn Chờ và 13 xã: Đông Phong, Đông Thọ, Đông Tiến, Dũng Liệt, Hòa Tiến, Long Châu, Tam Đa, Tam Giang, Thụy Hòa, Trung Nghĩa, Văn Môn, Yên Phụ, Yên Trung, giữ ổn định cho đến nay.
Ngày 23 tháng 12 năm 2022, Bộ Xây dựng ban hành Quyết định số 1336/QĐ-BXD về việc công nhận đô thị Chờ mở rộng (bao gồm thị trấn Chờ và toàn bộ 13 xã thuộc huyện Yên Phong) là đô thị loại IV trực thuộc tỉnh Bắc Ninh.

## Kinh tế - xã hội
Ngày nay kinh tế Yên Phong đang phát triển mạnh với nhiều khu công nghiệp. Thực trạng phát triển các khu công nghiệp như vậy ảnh hưởng rất lớn đến cuộc sống của nông dân. Vì họ khó mà có thể bắt nhịp được với tiến trình CNH, ĐTH. Trên địa bàn huyện Yên Phong đã và đang hình thành một số khu đô thị mới như: khu đô thị Yên Phong, khu đô thị thị trấn Chờ, khu đô thị Kim Đô Green Valley City, khu đô thị Long Châu Riverside, khu đô thị Đông Thọ, khu đô thị Yên Trung, khu đô thị Susan...

### Các trường THPT
Trên địa bàn huyện có một số trường cấp 3 như:
- Trường THPT Yên Phong số 1
- Trường THPT Yên Phong số 2
- Trường THPT Nguyễn Trãi
- Trung tâm GDNN - GDTX.

## Văn hóa - du lịch
Đây là một huyện nằm ven sông Cầu với nhiều làng quan họ đã được UNESCO công nhận là di sản văn hóa thế giới phi vật thể.
Yên Phong cùng với Việt Yên (Bắc Giang) là 2 huyện có nhiều làng quan họ nhất ở vùng văn hóa Kinh Bắc. Hiện nay, vùng Kinh Bắc có 67 làng quan họ (Bắc Ninh 44 làng, Bắc Giang 23 làng) thì Yên Phong có tới 16 làng quan họ cổ (Việt Yên có 19 làng, thành phố Từ Sơn có 3 làng, Tiên Du có 11 làng, thành phố Bắc Ninh có 14 làng, Yên Dũng có 2 làng, Hiệp Hòa có 2 làng).
Ngày 18.01.1980, Thứ trưởng Bộ Văn hóa – Thông tin Nông Quốc Chấn ký quyết định số 28 – VH/QĐ công nhận 8 địa điểm thuộc phòng tuyến sông Như Nguyệt trong cuộc kháng chiến chống quân Tống (1077) thuộc huyện Yên Phong (tỉnh Bắc Ninh) nằm trong danh sách các di tích lịch sử quốc gia. Bao gồm: núi Đồn (cánh đồng Dinh, xã Yên Phụ); đền Núi (xã Yên Phụ), điếm Trung Quân – Cầu Gạo; bến sông Như Nguyệt – chùa Bồ Vàng; đền Xà – Ngã ba Xà; đền Vọng Nguyệt (xã Tam Giang); đền Miễu Thọ Đức (xã Tam Đa). Hơn 30 năm kể từ khi quyết định trên có hiệu lực, nhưng tính từ cột mốc Lý Thường Kiệt xây dựng phòng tuyến chống 30 vạn giặc Tống xưa kia, đến nay phòng tuyến sông Như Nguyệt ấy đã ngót 1.000 năm sống trong sử sách, trong niềm tự hào bất diệt của nhiều thế hệ người Việt Nam.
Ở đây tác giả phải kể đến "Đại bản doanh" nơi Lý Thường Kiệt tập trung quân lương, binh sĩ là núi Đồn (cánh đồng Dinh, xã Yên Phụ); đền Núi (xã Yên Phụ), điếm Trung Quân – Cầu Gạo để làm nên chiến thắng lịch sử của phòng tuyến sông Như Nguyệt.

### Thắng cảnh
Yên Phong có một số kiến trúc nghệ thuật cổ kính bao gồm:
- Đền thờ Thái úy Lý Thường Kiệt
- Cụm di tích lịch sử văn hóa đình - chùa Trác Bút
- Cụm di tích lịch sử văn hóa đình - chùa Vọng Nguyệt
- Núi Đồn (cánh đồng Dinh); đền Núi, điếm Trung Quân – Cầu Gạo (xã Yên Phụ)
- Chùa Vinh Phúc Tự ở thôn Quan Độ
- Đền Đô (Đền Đại Tư Mã) ở Quan Độ - Di tích lịch sử văn hóa Quốc gia.
- Đền Nghiêm Kế ở Quan Độ - Di tích lịch sử văn hóa Quốc gia.
- Đình Lạc Nhuế ở xã Thụy Hòa
- Đền Phấn Động
- Chùa Phú Mẫn
- Đình Phú Mẫn
- Đình - Đền Đông Xá
- Đền - Chùa Ngô Xá
- Đình Đông Mai
- Đình Trâm Khê
- Đình Phù Lưu Ngô Nội
- Chùa Ngô Nội
- Đền Choá
- Chùa Quang Phục
- Đình Ngân Cầu
- Đình Chính Trung
- Chùa Thiệu Khánh Tự, chùa Chóa
- Đền Đại Lâm
- Chùa Thiên Phúc Tự ở Đại Lâm
- Chùa Thiên Tích Tự ở Đại Lâm
- Nghè Đại Lâm
- Chùa Quảng Phúc - Đông Bích - Đông Thọ.
- Đình Phong Xá

## Giao thông
Quốc lộ 18 đi qua huyện, còn được gọi là đường cao tốc Nội Bài - Hạ Long, giao với quốc lộ 1 ở phường Võ Cường thuộc thành phố Bắc Ninh. Ngoài ra còn có một đoạn ngắn của đường cao tốc Hà Nội - Thái Nguyên đi qua.

## Làng nghề
Yên Phong và Từ Sơn là hai địa phương có nhiều làng nghề ở Bắc Ninh. Có một số làng nghề ở Yên Phong là những làng nghề mới nổi trong ít năm gần đây thuộc nhóm mộc, phế liệu và thương mại dịch vụ. Nhóm nghề dâu tơ tằm, làm hương, làm cày bừa số hộ tham gia hầu như còn rất ít và có khả năng bị mai một. Các làng nghề nhóm mộc và phế liệu phát triển tốt (trừ làng Ô Cách chuyển dần sang nghề thương mại, dịch vụ). Nhóm làng nghề chế biến lương thực, thực phẩm và nông sản (nấu rượu, bánh đa nem, làm bánh...) tuy có giảm, không tiếp tục phát triển thêm về quy mô số hộ tham gia nhưng vẫn được duy trì. Các làng nghề, làng nghề truyền thống, làng có nghề, nghề truyền thống, nghề phụ tại các địa phương trong huyện:
- Làng nghề đúc nhôm Mẫn Xá (Văn Môn)
- Làng nghề mộc Ngô Nội (Trung Nghĩa)
- Làng nghề bánh tẻ Chờ (thị trấn Chờ)
- Làng buôn tóc Đông Bích (Đông Thọ)
- Có nghề làm cày bừa, mộc Trung Bạn (Đông Thọ)
- Nghề nấu rượu, mạch nha Quan Đình (Văn Môn)
- Có nghề mộc, chăn nuôi gia cầm Hòa Tiến
- Nghề làm bánh đa nem Cầu Gạo (Yên Phụ)
- Nghề buôn tóc thôn Bình An (Đông Thọ)
- Nghề làm bánh đa nem Đức Lân (Yên Phụ)
- Làng nghề cốp pha, ván ép Phấn Động (Tam Đa)
- Làng có nghề mộc Phù Lưu (Trung Nghĩa)
- Mộc mỹ nghệ, phế liệu Đông Thọ
- Nghề làm hương làng Chóa (Dũng Liệt)
- Làng nghề mộc Ô Cách (Đông Tiến)
- Làng nghề tơ tằm Vọng Nguyệt (Tam Giang)
- Làng có nghề mộc Tiên Trà (Trung Nghĩa)
- Làm cày bừa, thợ mộc Đông Xuất (Đông Thọ)
- Làng nghề bánh đa thôn Đoài (Tam Giang)
- Làng nghề nấu rượu Đại Lâm (Tam Đa)
- Thu mua sắt vụn phế liệu Quan Độ (Văn Môn)
- Làng có nghề mộc Đông Mai (Trung Nghĩa).